# Oporinia
Oporinia is een geslacht van vlinders van de familie spanners (Geometridae), uit de onderfamilie Larentiinae.

## Soorten
- O. autumnata Borkhausen, 1794
- O. christyi Allen, 1906
- O. dilutata Schiffermüller, 1775
- O. faenaria Bastelberger, 1911
- O. filigrammaria Herrich-Schäffer, 1846
- O. henshawi Swett, 1917
- O. omissa Harris, 1933
- O. pulchraria Taylor, 1907
- O. terminassianae Vardikyan, 1974
- O. undulata Harrison, 1942
- O. viridipurpurescens Prout, 1937